# 부온콘벤토
부온콘벤토(이탈리아어: Buonconvento)는 이탈리아 토스카나주 시에나도에 있는 코무네다. 피렌체에서 남쪽으로 70km, 시에나에서 남동쪽 25km 거리에 있다.

## 역사
부온콘벤토(라틴어로는 보누스 콘벤투스<bonus conventus>이며, "행복한 장소"라는 뜻이다)는 서기 1100년에 처음 역사에서 언급된다. 1313년 신성 로마 제국 황제 하인리히 7세가 이곳에서 사망했다.
1371년부터 시에나 공화국에 의해 성벽을 구축하기 시작했고, 시에나가 토스카나 대공국에 흡수되던 1559년까지 이뤄졌다. 1861년 이탈리아 왕국에 통합되었다.